# Zvonjat, otkrojte dver'
Zvonjat, otkrojte dver' (Звонят, откройте дверь) è un film del 1965 diretto da Aleksandr Naumovič Mitta.